# Proletarische Hundertschaften
Die proletarischen Hundertschaften waren in den frühen 1920er Jahren eine von der KPD dominierte paramilitärische Bewegung. Sie spielten 1923 eine zentrale Rolle in den Ereignissen rund um den deutschen Oktober und wurden im Rahmen der Reichsexekution in beiden Ländern anschließend verboten.

## Organisation
Die Mitglieder stammten aus Anhängern und Mitgliedern sowohl der Kommunistischen Partei Deutschlands wie auch der Sozialdemokratischen Partei Deutschlands und der freien Gewerkschaften. Insgesamt verfügten sie über 50.000 bis 60.000 Mitglieder. Die Führung lag in den meisten Fällen allerdings bei Vertretern der KPD. Die Hundertschaften waren normalerweise nicht mit Schusswaffen ausgerüstet. Bei gewalttätigen Auseinandersetzungen mit Anhängern der NSDAP wurden Spazierstöcke, Holzlatten oder ähnliche Gegenstände verwendet. Allerdings verfügten die Hundertschaften für den Ernstfall über illegale Waffenlager. Für die Führung der KPD waren die Hundertschaften Einheiten zur Durchsetzung ihrer revolutionären Ziele. Die Komintern unterstützte die Organisation mit Geldmitteln und der Entsendung von Militärexperten.

## Deutscher Oktober
Dies zeigte sich besonders deutlich im Vorfeld des so genannten Deutschen Oktobers. Im Freistaat Sachsen wurden die Hundertschaften von der Regierung unter Erich Zeigner, an der auch die Kommunisten beteiligt waren, anerkannt. Dort wurden sie in der Folge auch rasch ausgebaut. Im Freistaat Preußen wurden sie von Innenminister Carl Severing im Mai 1923 verboten.
In Sachsen und Thüringen begannen die Hundertschaften im August 1923 ausgedehnte Geländeübungen und es fanden Probealarme statt. Im Oktober 1923 warnte der Reichskommissar für Überwachung der öffentlichen Ordnung davor, dass es das eigentliche Ziel der Hundertschaften sei, die bestehende Staatsform zu beseitigen. Neben dem Streben nach Waffen hätten sie ein militärisch organisiertes Nachrichten- und Kuriersystem aufgebaut.

## Auflösung

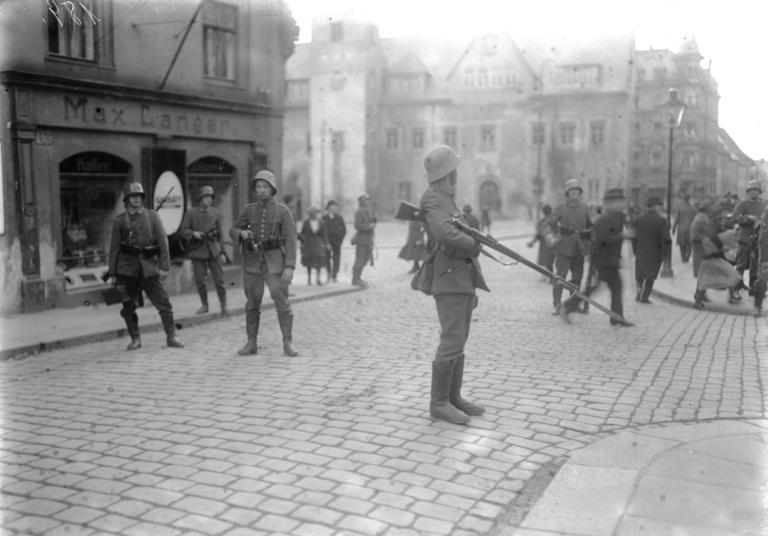
Abriegeln einer Straße durch Reichswehr mit gefälltem Bajonett in Freiberg in Sachsen

Am 13. Oktober 1923 wurden die Hundertschaften durch Generalleutnant Alfred Müller, der seit September der Inhaber der vollziehenden Gewalt in Sachsen war, auch für Sachsen verboten. Nach dem Einmarsch der Reichswehr in Sachsen und Thüringen wurden die Einheiten entwaffnet und aufgelöst. Die proletarischen Hundertschaften waren indirekte Vorläufer des Roten Frontkämpferbundes.